# Битва при Фессалониках (380)
Би́тва при Фессало́никах — сражение между готами Фритигерна и римскими войсками Феодосия I. Произошло осенью 380 года. После битвы при Адрианополе Феодосий с большим трудом набрал войско, включил в него часть готов и начал планомерную борьбу с варварами, вытесняя их из Фракии. Но римская армия потерпела новое тяжёлое поражение, когда Феодосий отступил к Фессалоникам. Потребовалась срочная помощь западного императора Грациана, которому Феодосий передал дальнейшее ведение войны.